# Lentini

Ubicació de Lentini dins de la província

Lentini (sicilià Lintini, en català medieval Lentí) és un municipi italià, situat a la regió de Sicília i a la província de Siracusa. L'any 2008 tenia 24.093 habitants. Limita amb els municipis de Belpasso (CT), Carlentini, Catània (CT), Francofonte, Militello in Val di Catania (CT), Palagonia (CT), Ramacca (CT) i Scordia (CT).

## Administració
| Període | Identitat        | Partit |
| ------- | ---------------- | ------ |
| 2006-   | Alfio Mangiameli | PD     |

## Fills Il·lustres
- Filadelfo Insolera (1880-1955), matemàtic.